# Cuisine béninoise
La cuisine béninoise se compose de plusieurs plats, essentiellement à base de pâte de maïs au sud du pays et d'igname au nord.

## Ingrédients
La cuisine béninoise est très variée. 
Plusieurs espèces de poisson sont consommées. On peut citer le tilapia, la dorade, la carpe, le poisson-chat, etc. 
La viande la plus courante est le poulet. D'autres viandes sont également consommées, comme le mouton, le bœuf, le porc, le lapin, etc. 
Les crevettes et les crabes sont les fruits de mer les plus consommés. Selon les régions et la saison, les escargots sont également consommés. 
Les viandes et les poissons sont soit grillés, soit frits, soit cuisinés en sauce et servis avec de la pâte, du riz ou des spaghettis.
La moutarde africaine, appelée afitin en fon-gbe ou irù en yoruba, permet, grâce à son goût très puissant, de relever le goût de plusieurs mets.
Les accompagnements sont essentiellement des féculents ou des céréales.
Ainsi, la pâte est la base de la cuisine béninoise et ses compositions et couleurs diffèrent selon les régions. Peuvent être cités :
- Wɔ̌ , amè, akumè = pâte à base de farine de maïs (le plus courant)
- Amiwo, djèwɔ̌ = pâte à base de farine de maïs cuite dans une sauce tomate ou avec de l'huile rouge
- Bà, piron = pâte à base de farine de manioc (le gari)
- Telibɔ̌ wɔ̌   = pâte à base de farine de cossettes d'ignames
- Agǔ, agoun = pâte à base d'igname cuite et pilée
- Guì, ogi, akassa = pâte à base d'amidon de maïs fermenté.

On trouve également du riz, des spaghettis, des haricots, du manioc ou de la patate douce. 

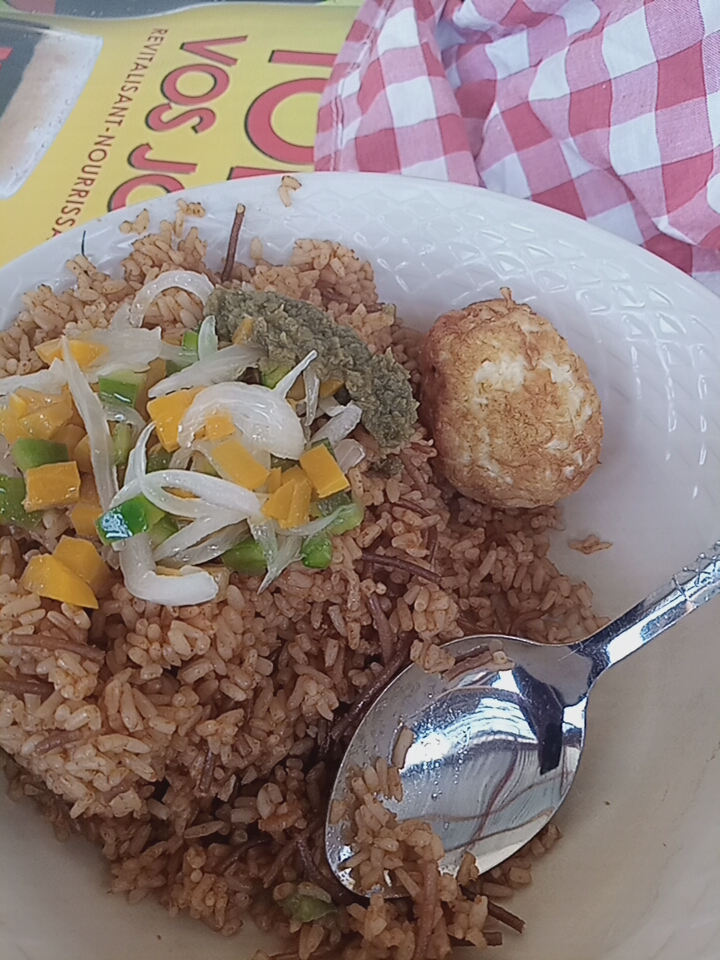
Du riz.

Ces pâtes sont accompagnées par différentes variétés de sauce pimentée (assaisonnée au piment) au goût.

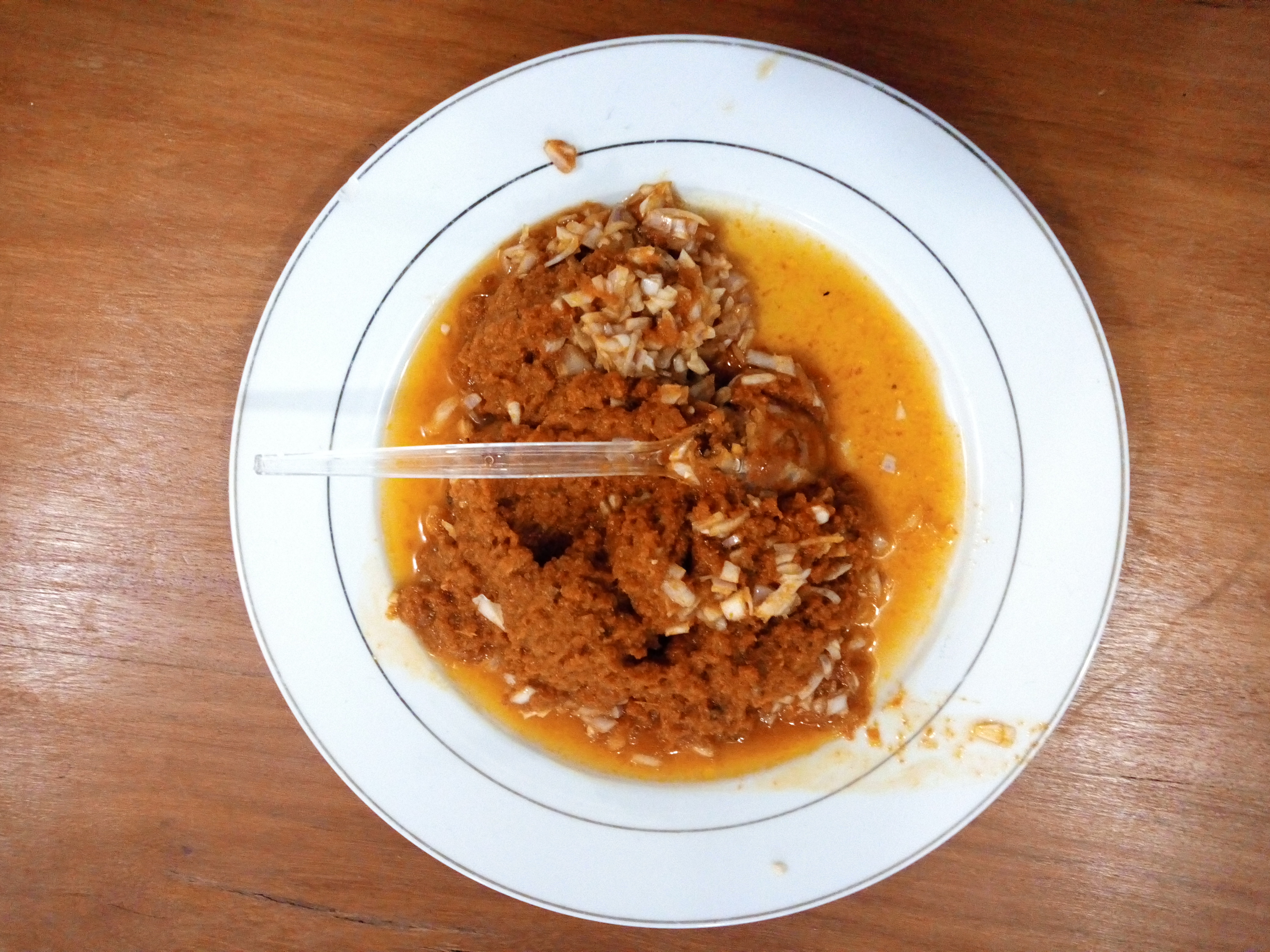
Piment et tomate pour accompagner les ignames frites et gâteaux à base du haricot dans les plats au Bénin.

## Les sauces
- Nùsúnnú : sauce tomate à base de viande ou de poisson frit
- Houevi mou Nùsúnnú : sauce tomate à base de poisson frais
- Azin Nùsúnnú : sauce tomate à base d'arachides écrasées
- Man, gboma, amanvivè, fonman, glassé man : sauce tomate à base de légumes
- Févi : sauce gluante à base de gombo (okra)
- Nεnúwì sin, Nεnúsìn : sauce gluante à base de feuilles vertes (adémè)
- Mɔ̌yò : sauce (généralement non cuite) à base de tomates, oignons et piments
- Manh Tindjan : sauce à base de légumes

## Goûter
Plusieurs aliments ont du succès en tant que goûter ou collation dans l'après-midi (à partir de 16 h). 
Il s'agit de : 
- tévi = ignames tranchés frits ;
- ata  = beignet de haricots blancs ;
- aloko = bananes plantains frites (constitue également un accompagnement dans certains plats) ;
- talé talé = beignets à base de bananes mûres et de farine.
- wɛli = patates douces frites

Ceux-ci sont généralement servis avec du piment. 
Le yovo doko (beignet à base de farine de blé), quant à lui, est une collation sucrée. Il se mange seul ou avec du sucre ou de la bouillie.

## Fruits
Les fruits sont nombreux : ananas, goyave, mangue, orange, banane, mandarine, papaye et bien d'autres.

## Boissons

### Boissons traditionnelles
Comme dans les pays voisins, on peut se désaltérer facilement auprès des vendeuses ambulantes ou au coin des rues, avec de l'eau de source vendue dans des sachets en plastiques, appelés par déformation pio watar (pure water).
Comme boisson artisanale locale, on retrouve le tchapalo (boisson fermentée à base de maïs et de sucre caramélisé), le bissap (boisson glacée et sucrée à base de fleurs d'hibiscus), le adoyo (boisson fermentée à base de maïs). 
Le principal alcool artisanal est le sodabi, à base de vin de palme, ainsi que le tchoukoutou des Batammariba, à base de sorgho ou de mil.

### Boissons modernes

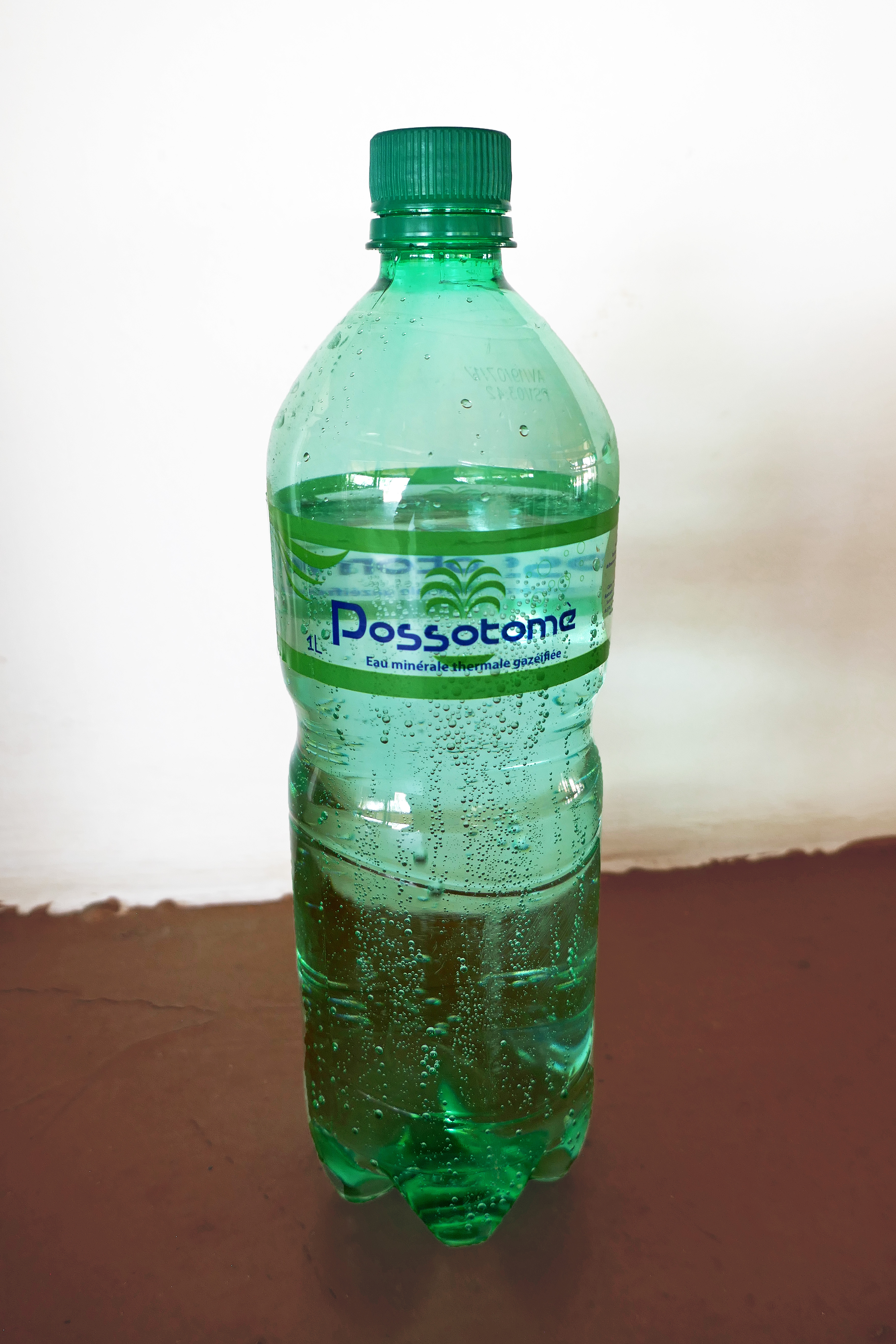
Eau minérale gazeuse de Possotomé.

Parmi les boissons locales, on trouve l'eau minérale de Possotomé, le jus de fruits Fizzi ainsi que les bières, La Béninoise, Flag, Castel et Beaufort.

## Restauration
La restauration se fait sur les marchés, où femmes et enfants exposent la nourriture sur de grands plateaux posés sur leurs têtes, ou dans les maquis, des petits restaurants de rue. Dans les maquis, le client choisit son plat dans les casseroles qui mijotent et il n'y a souvent pas de couverts à disposition. Dans les grandes villes, des plats plus élaborés peuvent être disponibles, ainsi que des plats européens.

## Galerie de photos

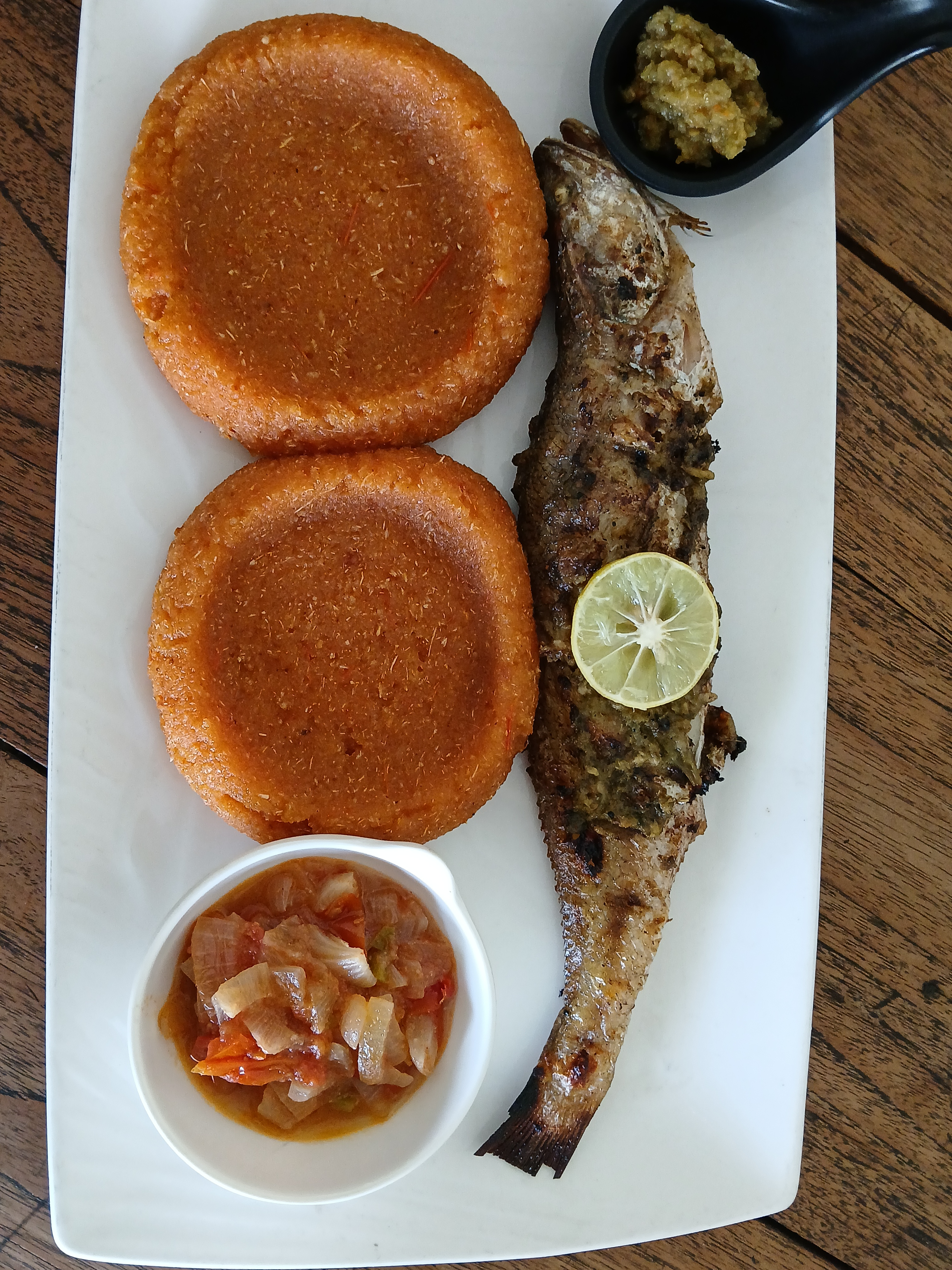
plat de piron au bar braisé
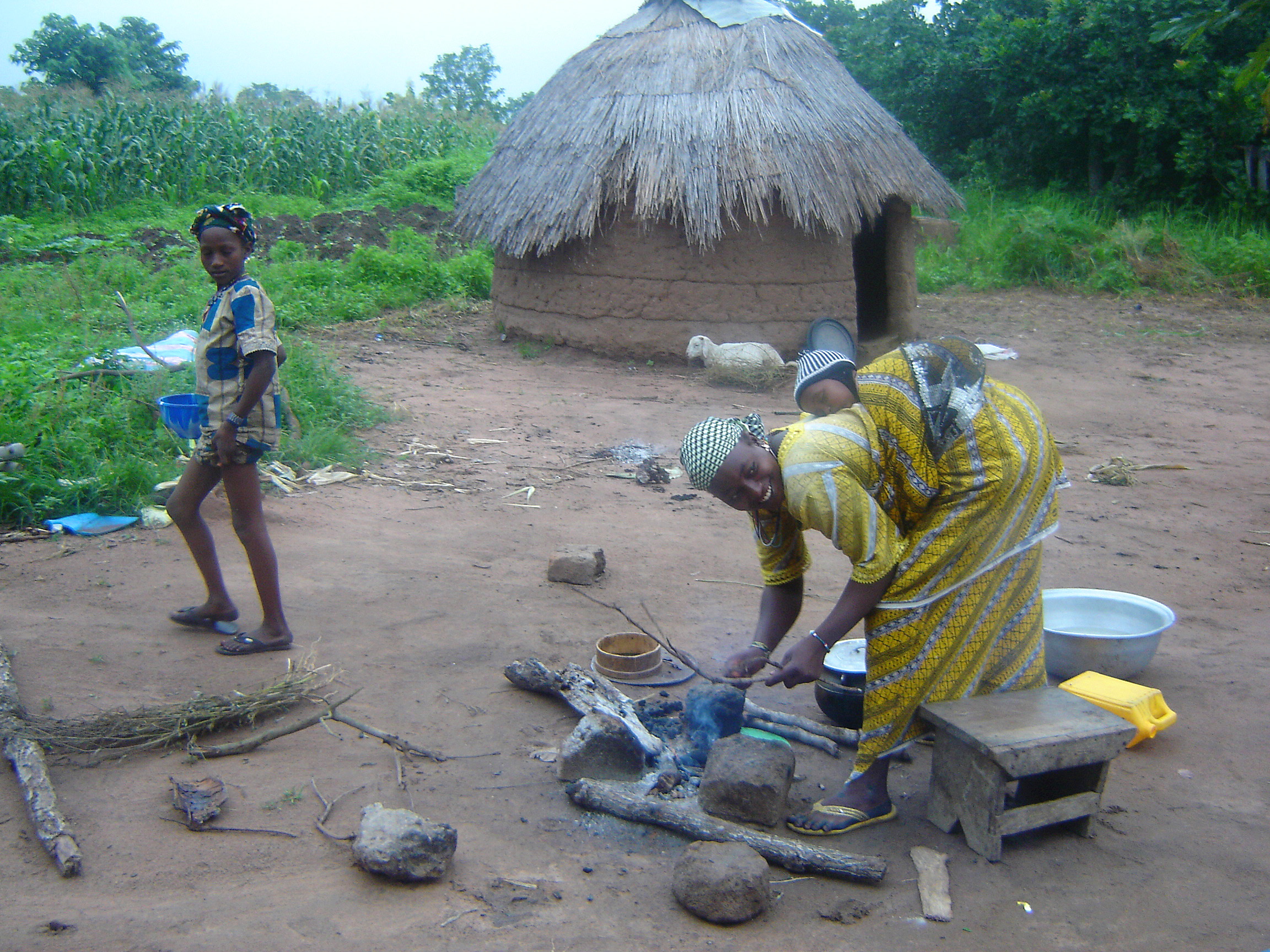
Cuisine de village.
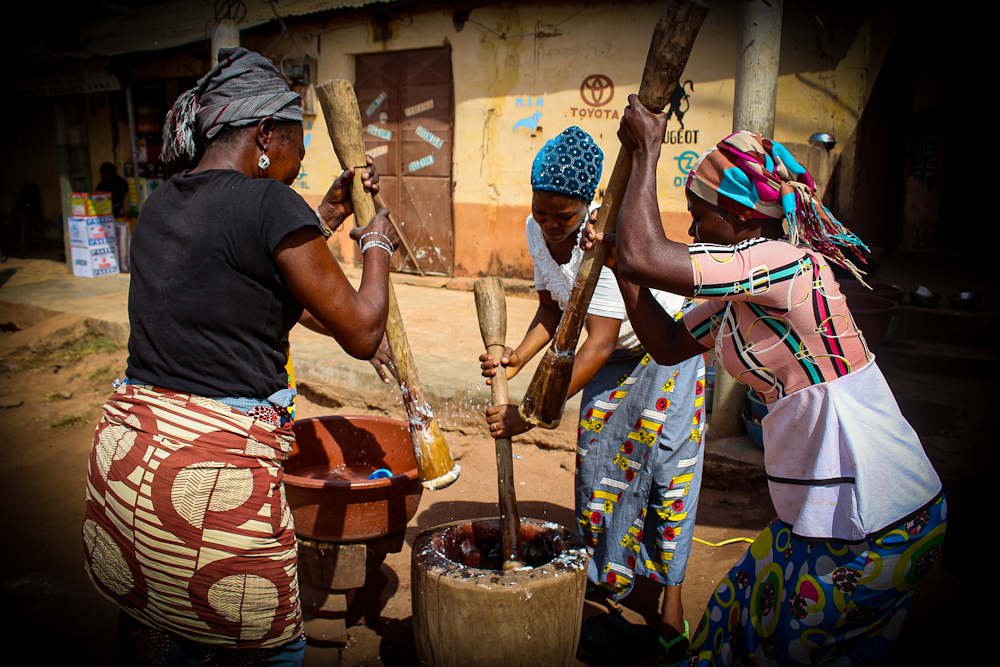
Préparation de l'agoun à Savalou.
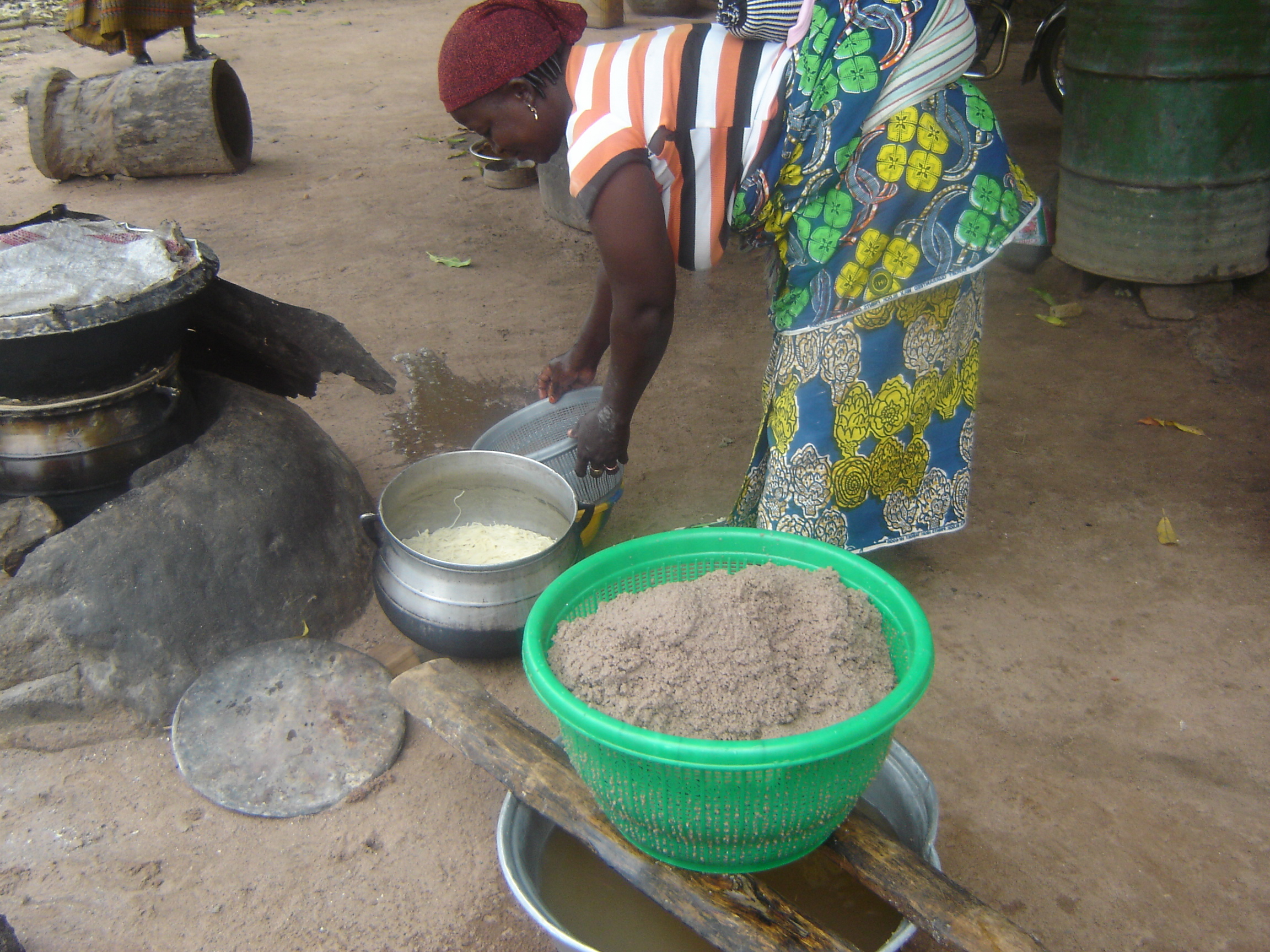
Fabrication du wassa-wassa.
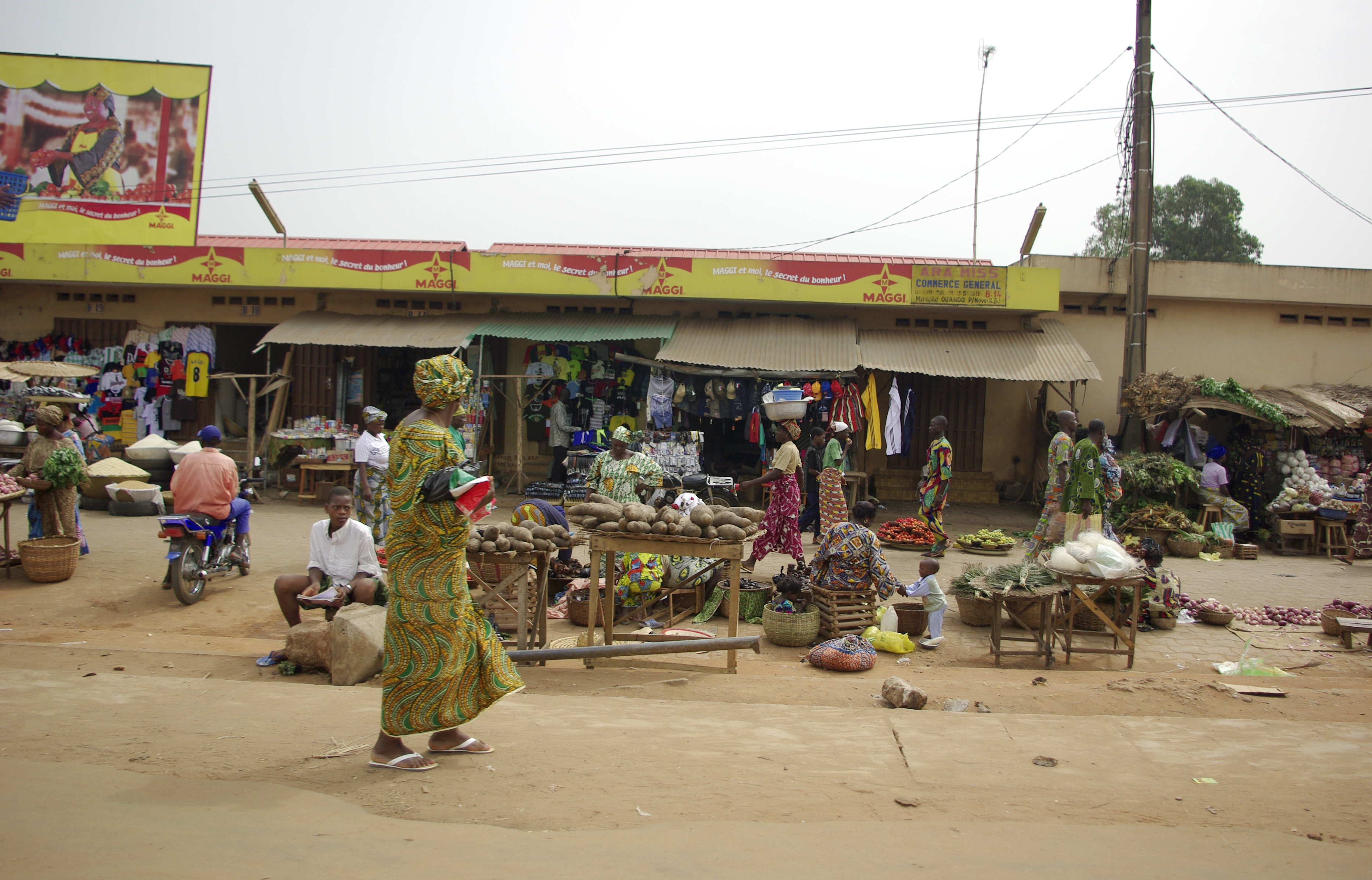
Marché Ouando de Porto-Novo.
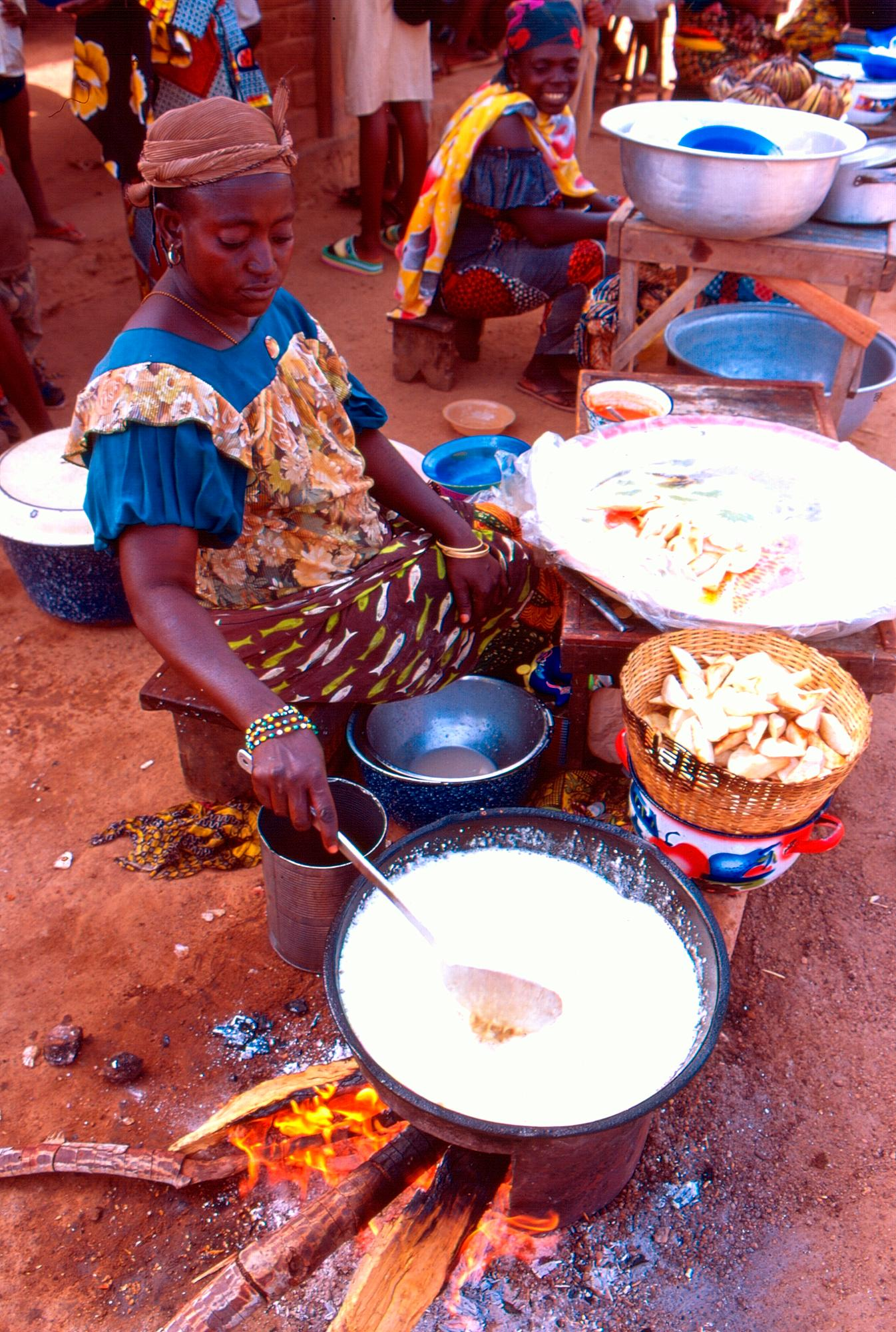
Vente dans la rue.
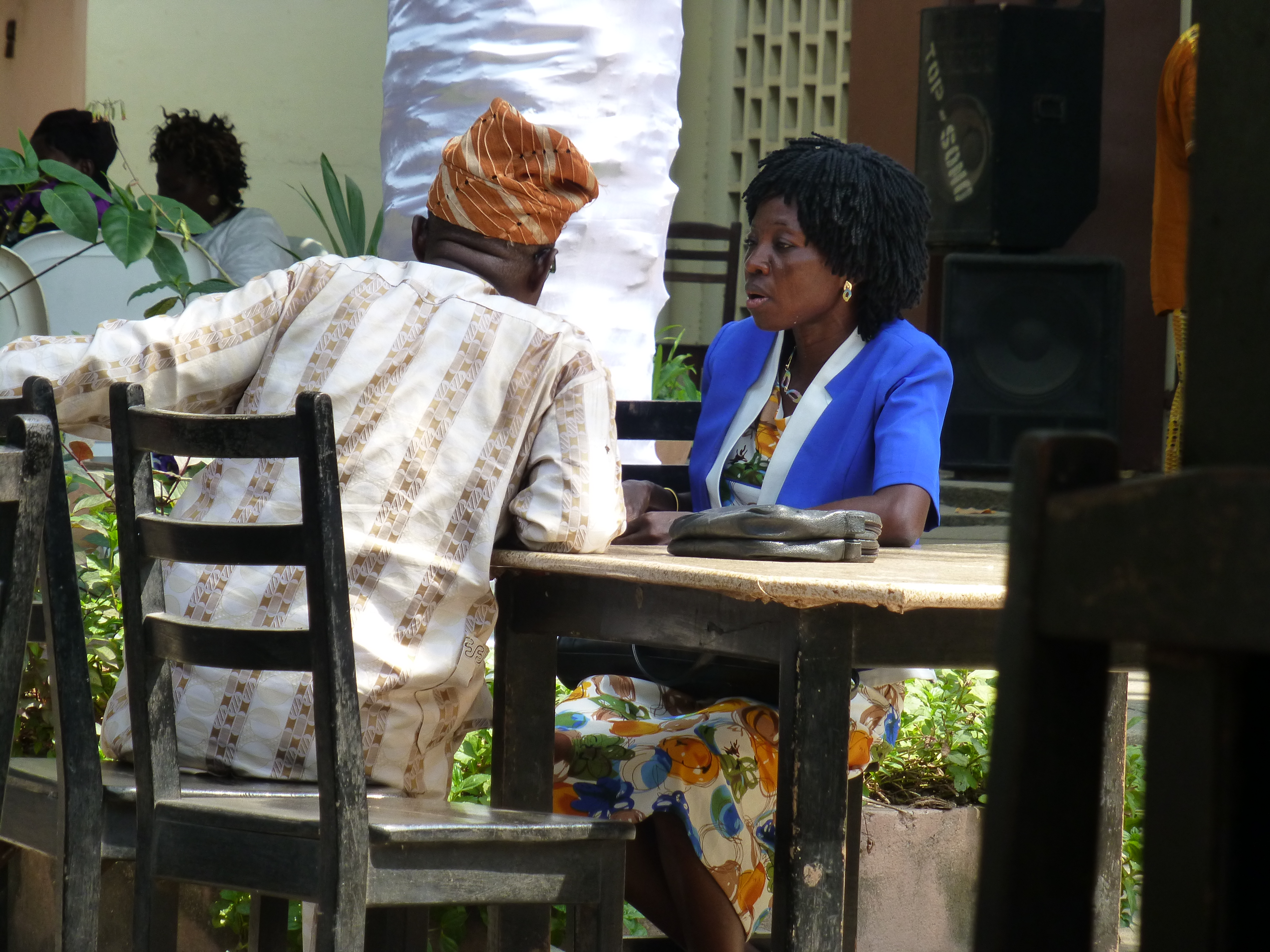
Restaurant de Cotonou.
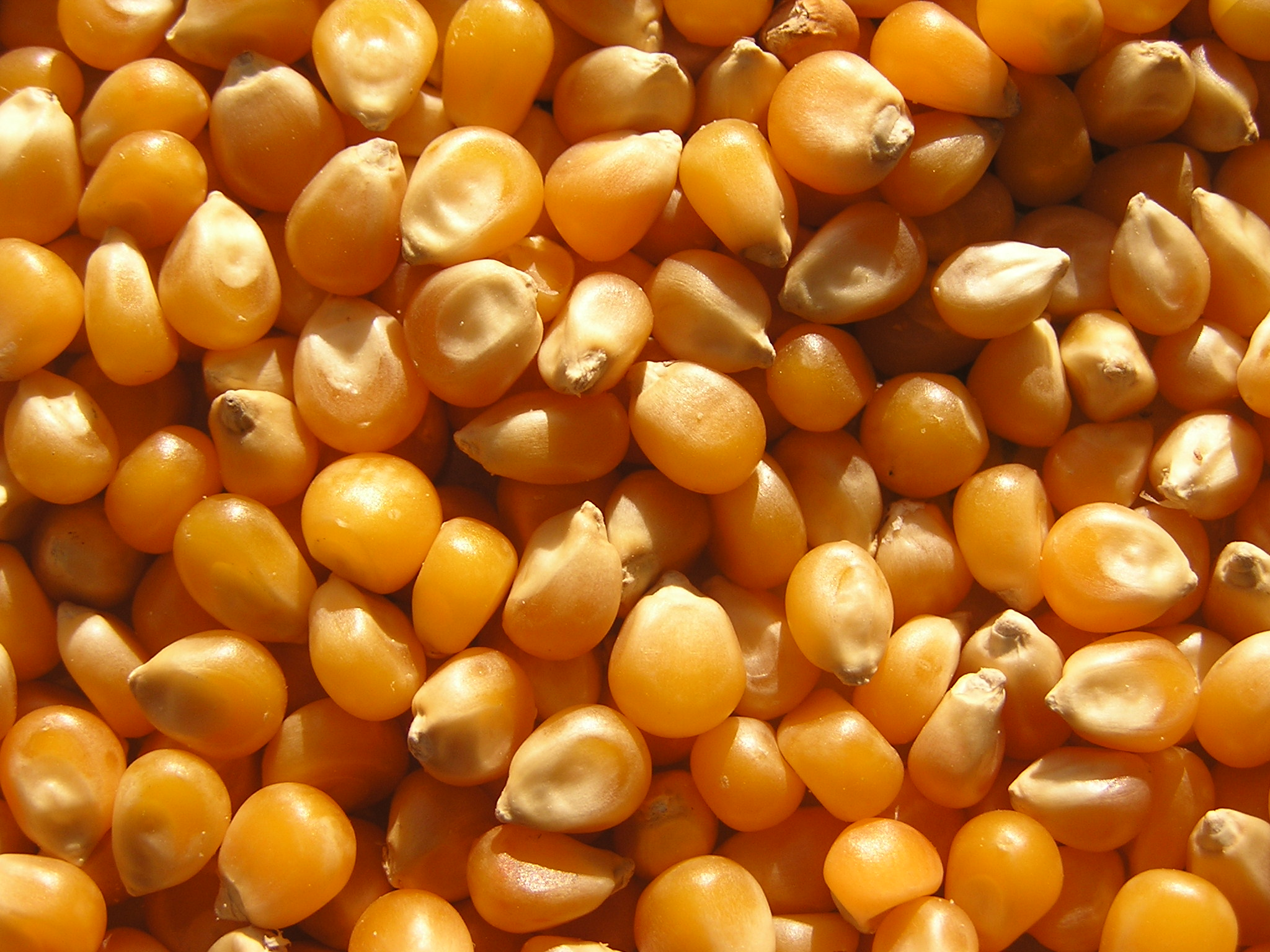
Des grains de maïs
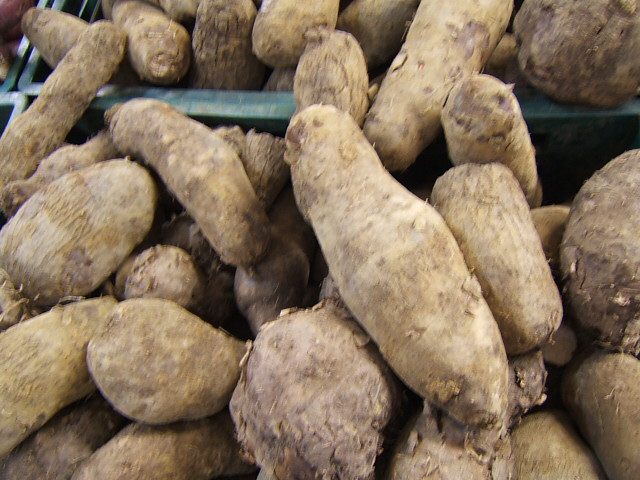
Des ignames
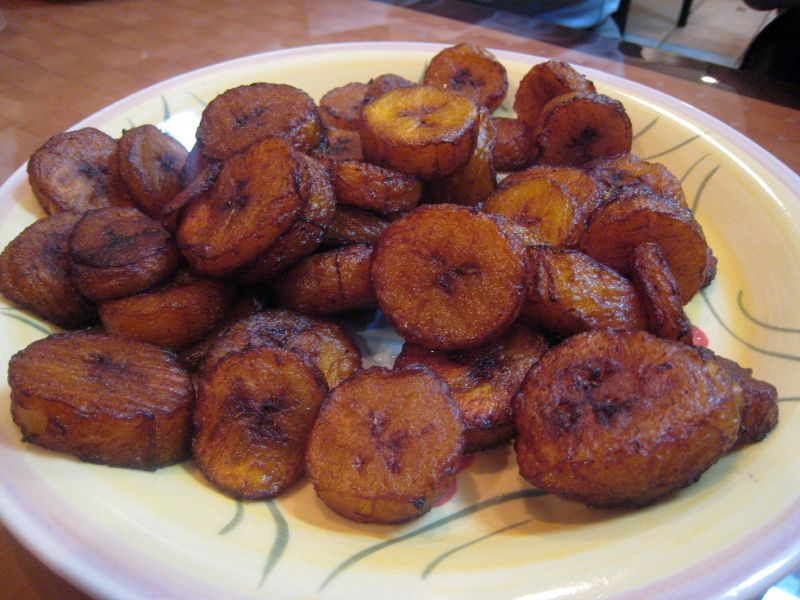
Un aloko
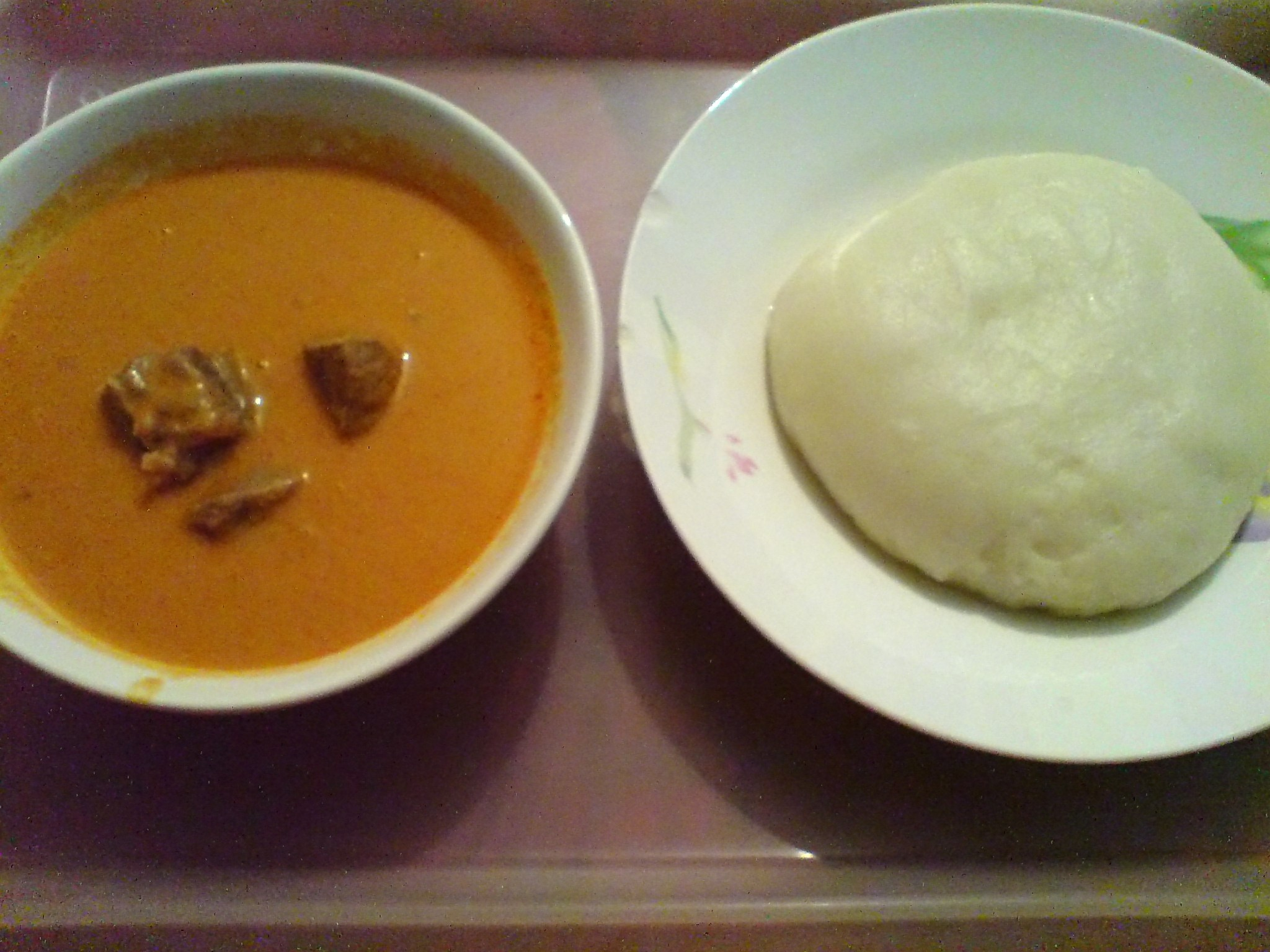
De la pâte d’igname pilé (à droite) accompagnée d'une soupe aux arachides et de viande
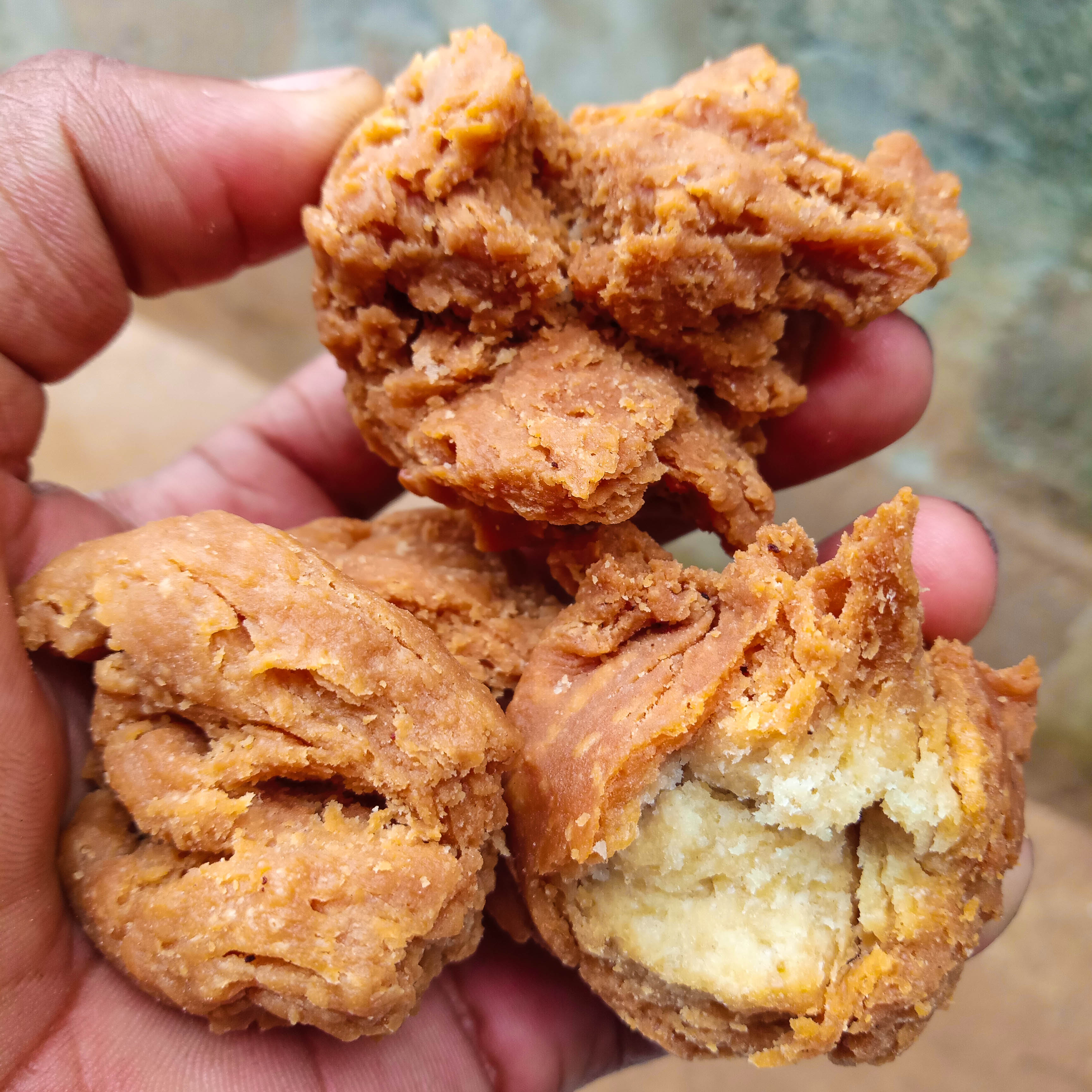
Amuse gueule Atchonmon
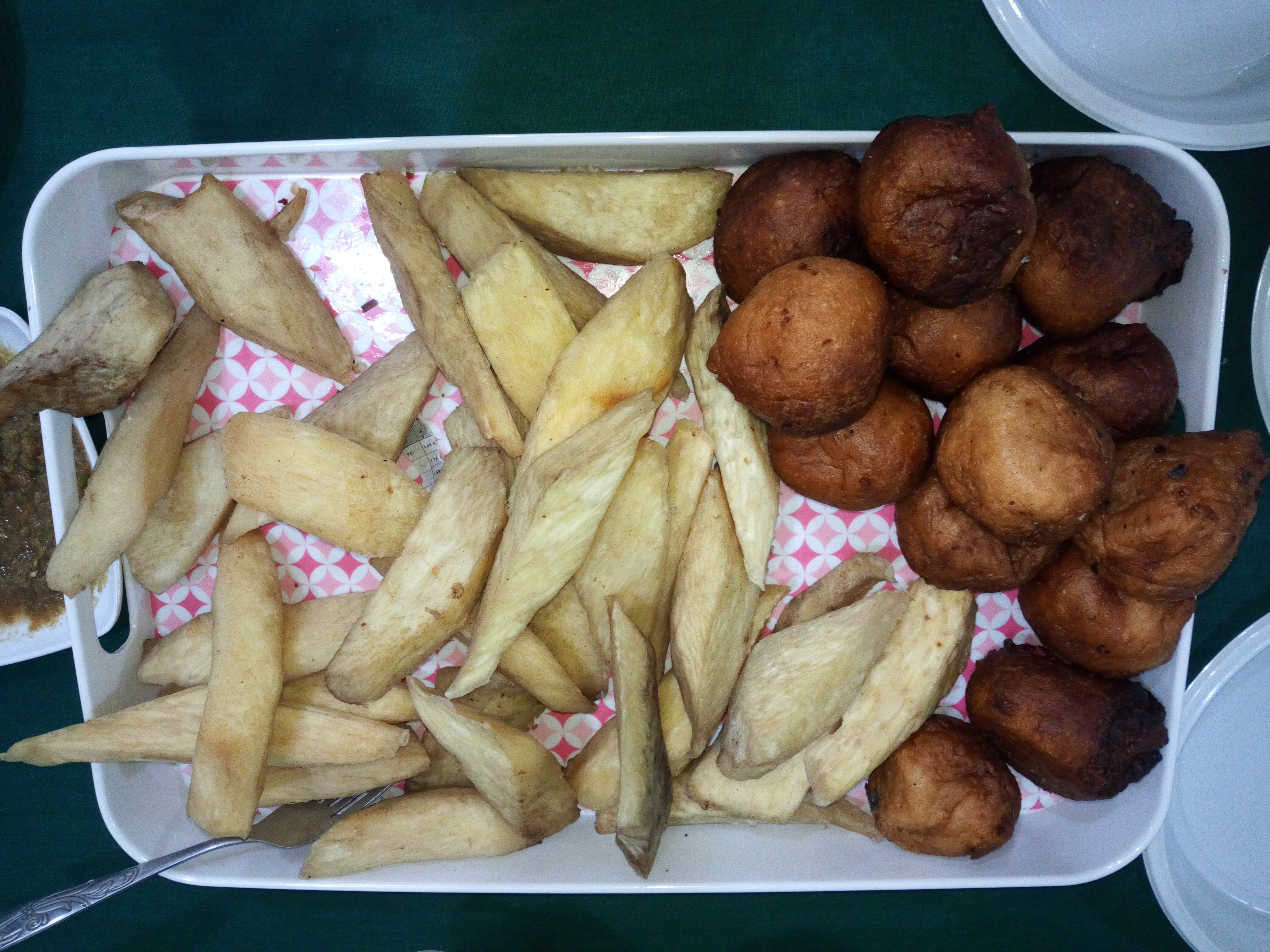
Igname et beignets frits à huile
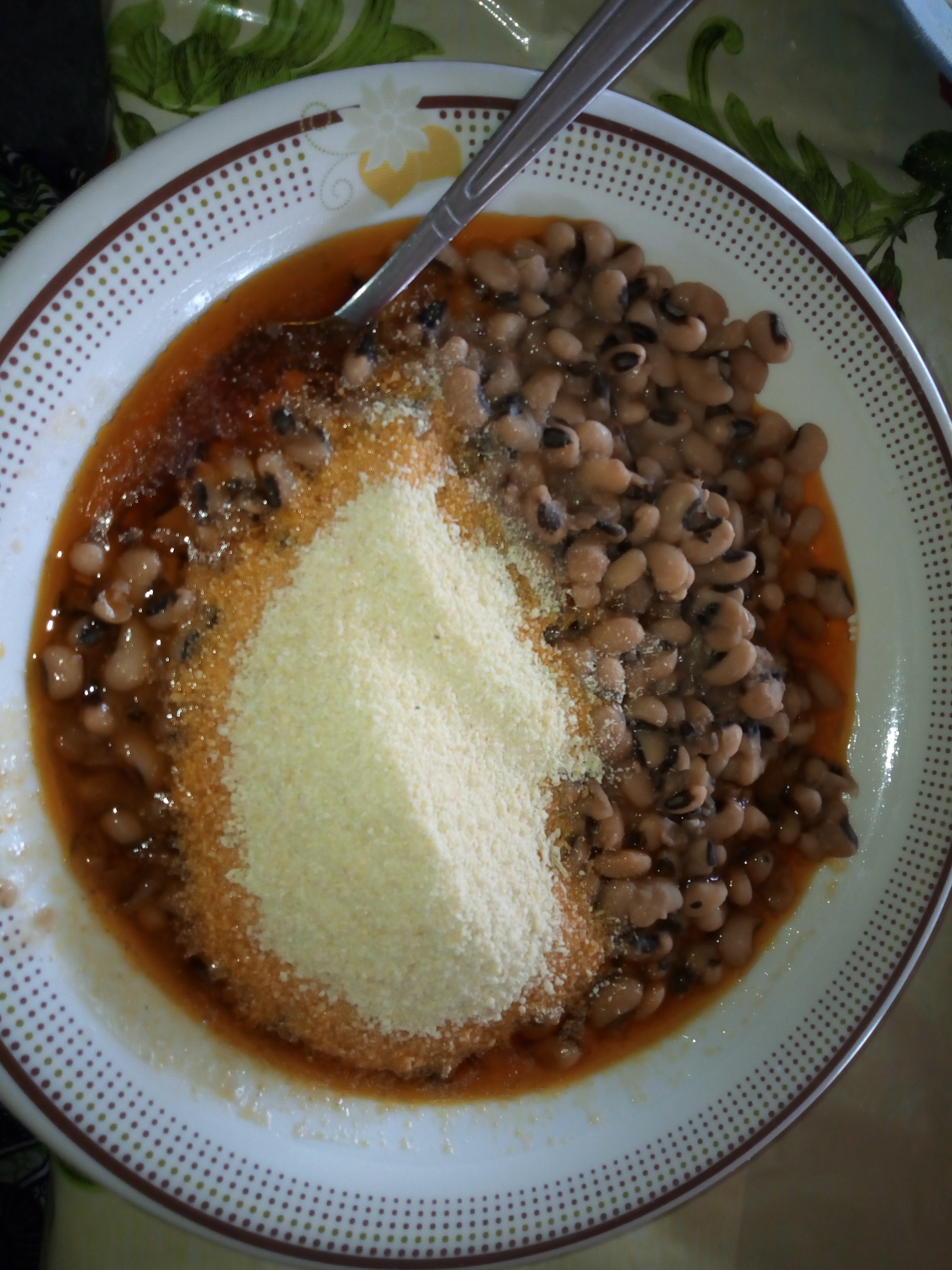
Un plat de haricot (ou Abobo en langue locale Fon au Bénin) mélangé avec du gari
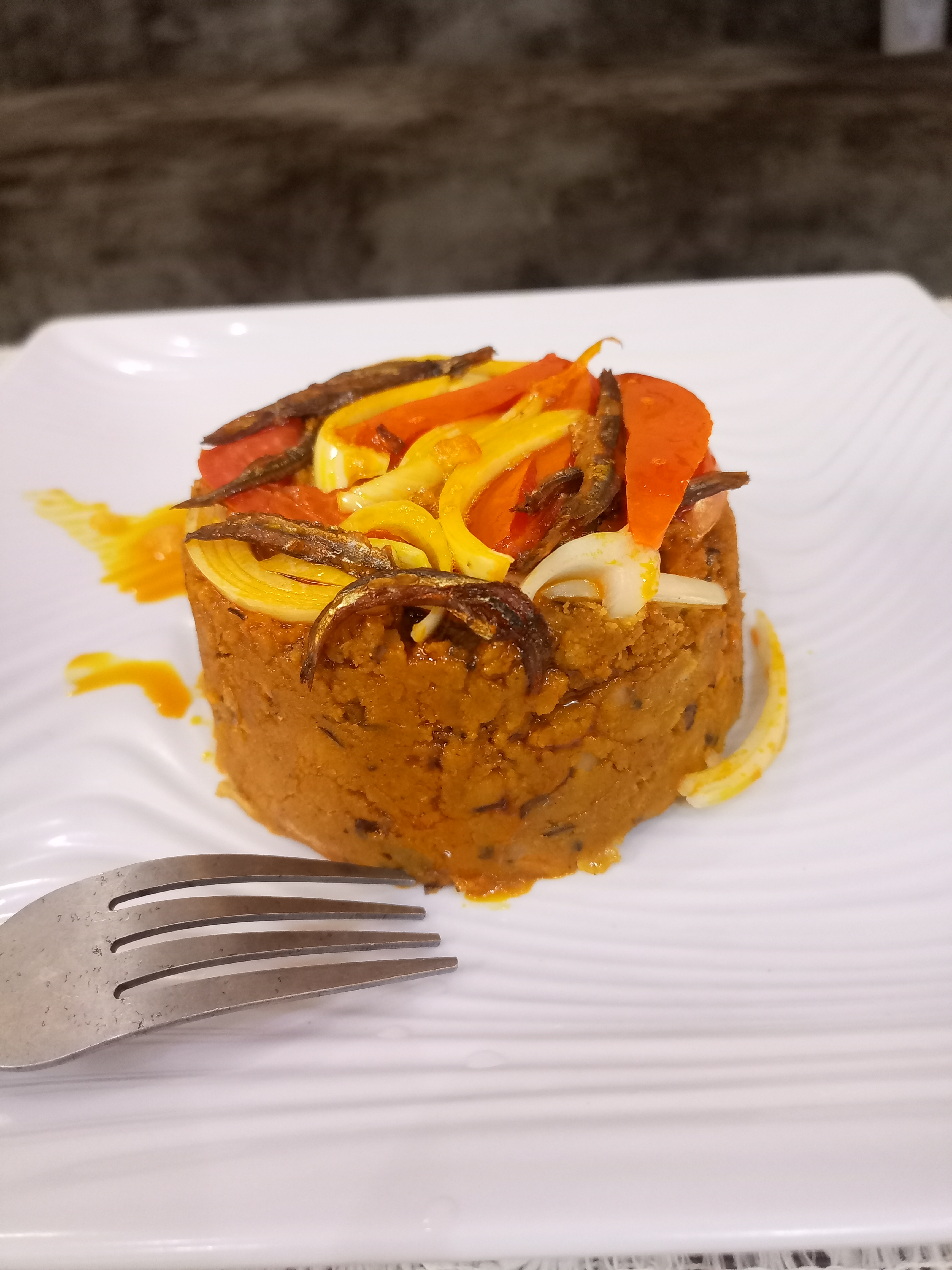
plat de Gnonmlin
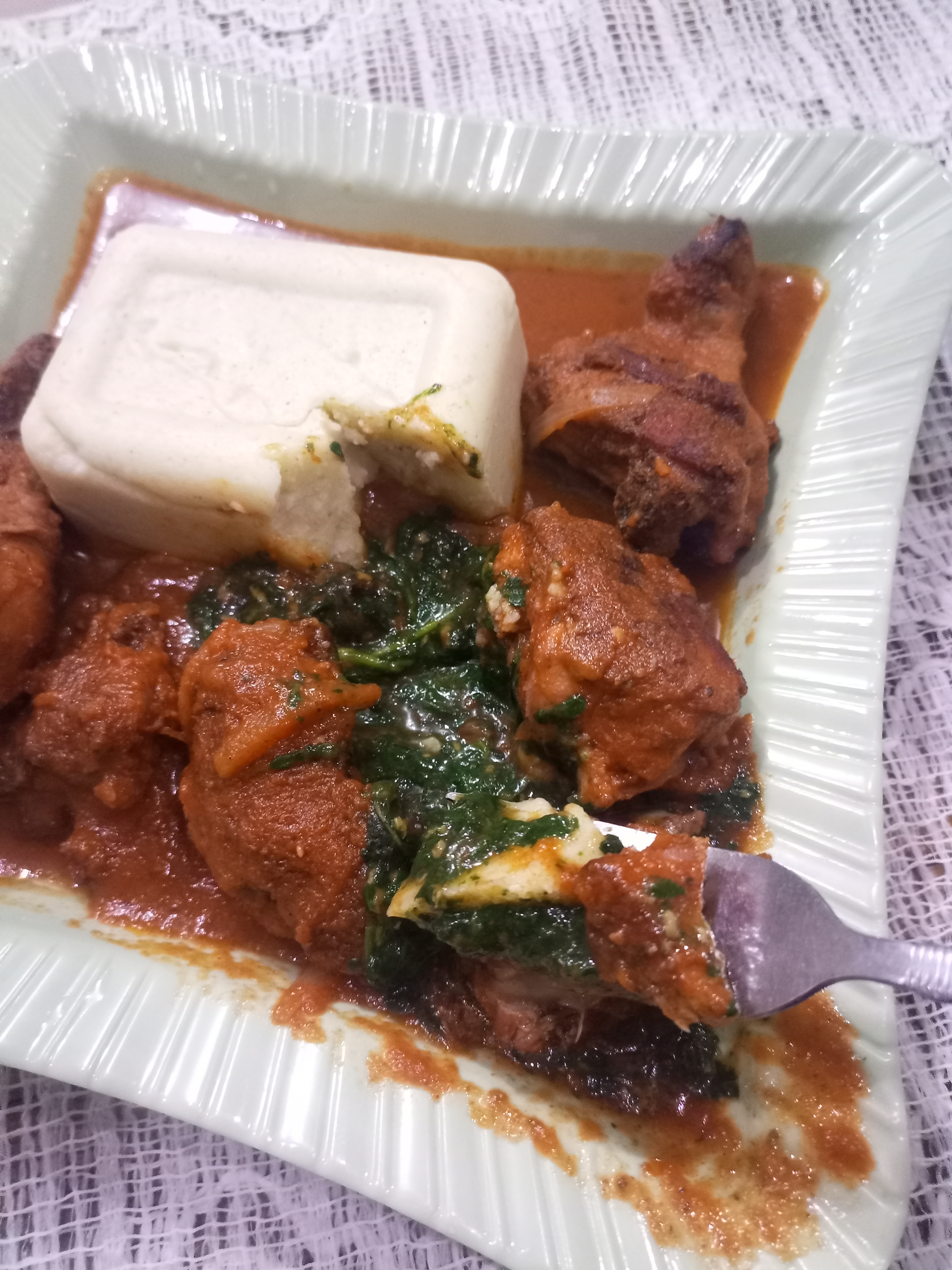
Plat de pâte de maïs servi sur une table à manger